# Placette Hervé-Benessiano
La placette Hervé-Benessiano est une voie située dans le 17e arrondissement de Paris.

## Situation et accès
Elle est située à l'intersection entre la rue des Dames et la rue Biot.

## Origine du nom
Elle porte le nom d'Hervé Benessiano (1949-2023), chirurgien-dentiste, adjoint au maire du 17e arrondissement de Paris de 1995 à 2014 et adjoint au maire de Paris entre 1995 et 2000.

## Historique
La place prend son nom par délibération du Conseil de Paris du 15 décembre 2023.